# Мамбет (имя)
Мамбе́т (каз. Мәмбет, баш. Мәмбәт, тат. Мәмбәт, кирг. Мамбет, крымскотат. Mambet) — мужское личное имя, распространённое среди тюркоязычных народов. Стяженная форма арабского имени Мухаммед (араб. محمد‎). При записи имени арабскими буквами использовалась либо изначальная форма имени «Мухаммед» (محمد), либо имя передавалось так же, как оно звучит (ممبت).
Имя «Мамбет» имеет хождение среди казахов (варианты: Рысмамбет, Абилмамбет, Кулмамбет и др.), туркмен, киргизов (вариант: Алмамбет и др.), ногайцев и др. тюркских народов.
Некоторые известные носители имени:
- Джан Мамбет бей (ум. 1776) — влиятельный ногайский мурза.
- Мамбет Булгаков[каз.] (1704—1769) — казахский бий, живший в эпоху хана Абулхаира.
- Мамбет Койгельдиев (род. 1947) — казахский историк.
- Мамбет Чокморов (1896—1973) — манасчи.
- Мамбет Мамакеев (род. 1927) — киргизский хирург.